# 大人買い
大人買い（おとながい）は、食玩（玩具付きの菓子）などの子供向けの商品を、大人が一度に大量に買うことを表す俗語。転じて、低価格なシリーズ商品やシリーズ作品を一括して買うことを指す場合もある。類似の表現に「箱買い」がある。
大人買いされる物品の例に、食玩、漫画などがある。
2008年改訂の『広辞苑』第六版は「大人買い」を新たに収録した。文化庁の2014年の調査で「大人買い」という表現を78.6％が「聞いたことがある」と回答している。

## 発祥とその背景
「大人買い」という語の発祥の詳しい経緯は必ずしも明らかではないが、本来はオタク用語とも言われる。
背景にはペプシコーラが1998年以降に商品のおまけとして付けたキャラクター型ボトルキャップや、1999年9月からフルタ製菓が発売したチョコエッグのおまけなどを熱心に集める大人たちによる「食玩ブーム」があった。食玩収集を目的に、子どもにはできないまとめ買いをする行為を指して「大人買い」という言葉が誕生した。
絵本作家の相原博之は、キャラクター商品の大人買いについて、1997年頃の（女子高生・女子大生・OLなどを巻き込んだ）ハローキティのブームがきっかけで始まった現象だとする。

## 用法の拡大
この語の流布にともない語義の拡大傾向も見られるようになっていった。ネット上ではすでに2000年の時点でマンガ本の全巻一括購入やボウリング場のレーンの一日中の独占、あるいは子供時代にできなかった習い事を自腹で始めることなどを「大人買い」と表現したサイトが存在し、食玩に代表されるような子供向けの商品とは無関係なものへの使用例が見られた。一方、雑誌などでも2000年代前半から、古書（2002年）、あるいは万年筆の詰め替え用インクや帽子（2003年）など、必ずしも子供向けでないものや明らかに大人向けの商品であっても、一度にまとめて購入することを大人買いと表現する例が見られる。さらに2000年代半ば以降では、単に子供向けではないというだけではなく、グッチ（2006年）やルイ・ヴィトン（2006年）、あるいは一流の仕立て職人を呼んで採寸させる一着60万円以上のオーダースーツ（2007年）といった、一般的な大人でさえ大量には買わないような高額商品のまとめ買いにも使用されるようになり、語義が拡大・拡散した。

## 大人買いの心理
人を大人買いに駆り立てる心理には、子供時代に貧乏で買ってもらえなかった恨みを自分で埋め合わせしようとする動機、子供時代への郷愁などが考えられる。
大人が子ども向け商品をまとめ買いすることはむしろ「大人気ない」行為だとの見方がある。

## 商法
日経エレクトロニクスは学習研究社が子ども向けだった商品、電子ブロックEX-15の復刻版を30代から40代に多く売ったことを報じ、大人買い需要を利用した成功例だとした。
漫画全巻ドットコムは子ども時代の想い出をきっかけにまとめ買いをする「大人」消費者に焦点を当て、過去の漫画作品を簡単にまとめ買いできるサービスを2010年までに提供した。